# Adams County (Washington)

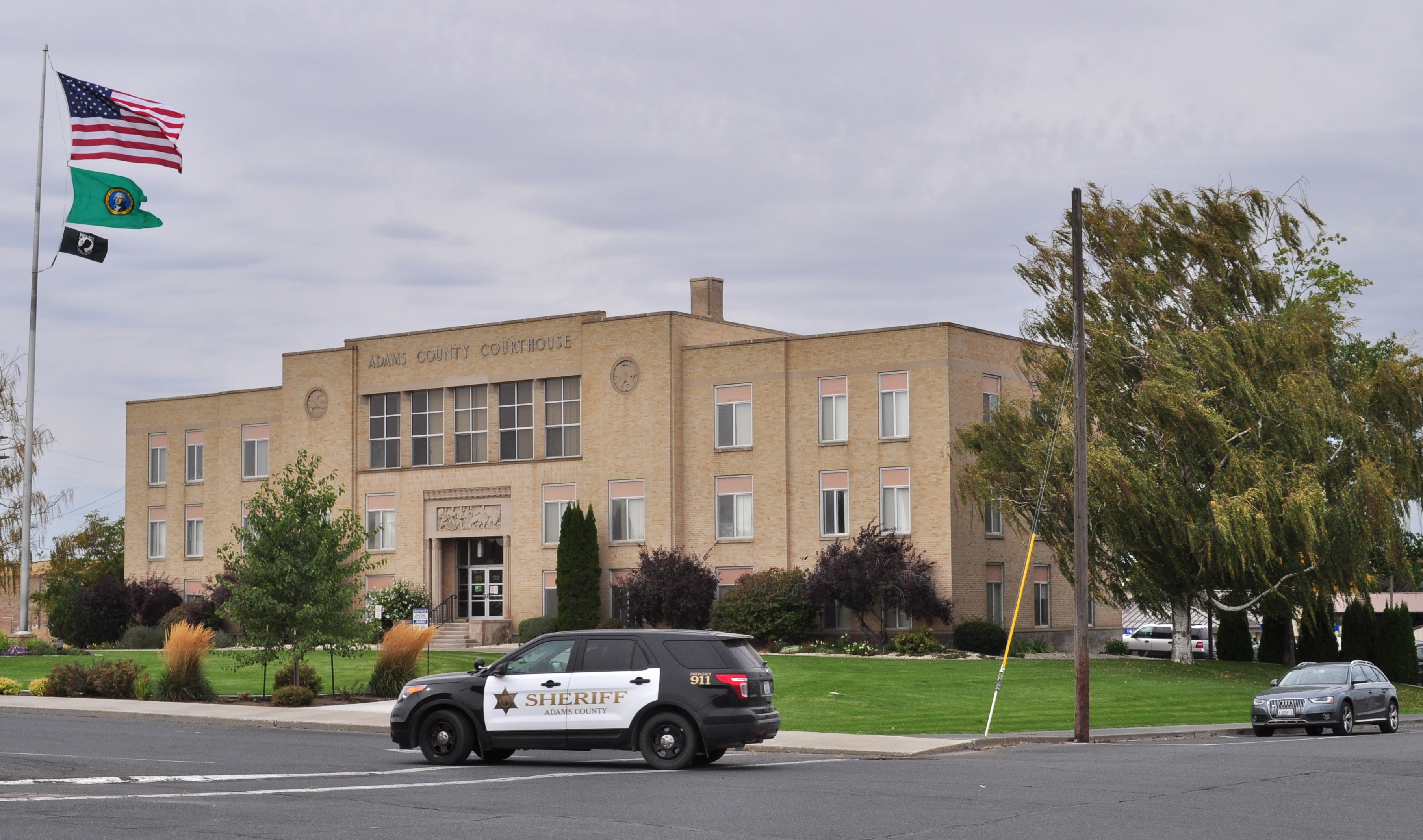
Adams County Courthouse, Ritzville

Adams County is een van de 39 county's in de Amerikaanse staat Washington.
De county heeft een landoppervlakte van 4986 km² en telt 16.428 inwoners (volkstelling 2000). De hoofdplaats is Ritzville.

## Plaatsen in Adams County
1. Hatton
2. Lind
3. Othello
4. Ritzville
5. Washtucna

Adams · Asotin · Benton · Chelan · Clallam · Clark · Columbia · Cowlitz · Douglas · Ferry · Franklin · Garfield · Grant · Grays Harbor · Island · Jefferson · King · Kitsap · Kittitas · Klickitat · Lewis · Lincoln · Mason · Okanogan · Pacific · Pend Oreille · Pierce · San Juan · Skagit · Skamania · Snohomish · Spokane · Stevens · Thurston · Wahkiakum · Whatcom · Whitman · Yakima